# William Harris Crawford

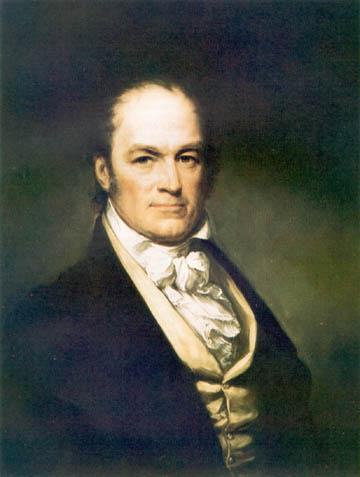
William H. Crawford (Porträt von Daniel Huntington)

William Harris Crawford (* 24. Februar 1772 im Amherst County, Colony of Virginia; † 15. September 1834 in Crawford, Georgia) war ein US-amerikanischer Politiker, der als Finanzminister und Kriegsminister dem Kabinett der Vereinigten Staaten angehörte und den Bundesstaat Georgia im Senat vertrat.

## Leben
William H. Crawford zog als Zehnjähriger mit seiner Familie ins Appling County in Georgia. Dort arbeitete er später als Bauer und anschließend zehn Jahre lang als Schullehrer. Er studierte nebenbei Rechtswissenschaften und begann 1799 als Anwalt in Lexington zu arbeiten. 1804 wurde er als Mitglied der Demokratisch-Republikanischen Partei in das Repräsentantenhaus von Georgia gewählt. Ab 1807 vertrat er den Staat Georgia als Senator im US-Kongress, wo er bald sehr populär wurde und 1811 zum Präsidenten pro tempore gewählt wurde. Nach dem Tod von Vizepräsident George Clinton am 20. April 1812 wäre er nach der damaligen Regelung der Nachfolger von Präsident James Madison geworden, wenn dieser gestorben oder sonst wie ausgefallen wäre.
Während des Britisch-Amerikanischen Krieges 1812 wurde er als Botschafter von Präsident Madison nach Paris geschickt. Er selbst war einer der Befürworter des Krieges mit Großbritannien. 1815 berief Madison ihn als Kriegsminister in sein Kabinett; einige Monate darauf wechselte Crawford ins Finanzministerium. Auf diesem Posten verblieb er auch ab 1817 unter dessen Nachfolger James Monroe. 1825 schied er aus der Regierung aus und zog sich, da er als Präsidentschaftskandidat hinter seinen Mitbewerbern Andrew Jackson und John Quincy Adams zurückgeblieben war und in der folgenden Stichwahl durch das Repräsentantenhaus keine Rolle spielte, ins Privatleben nach Georgia zurück, wo er als Richter arbeitete.
Seit 1876 ist sein letzter Wohnort nach ihm benannt, ebenso wie mehrere Counties in den USA.